# Гайнц-Едуард Менхе
Гайнц-Едуард Менхе (нім. Heinz-Eduard Menche; 6 березня 1886, Менхенгладбах — 25 грудня 1961, Бонн) — німецький офіцер, контрадмірал крігсмаріне. Кавалер Німецького хреста в сріблі.

## Біографія
1 квітня 1903 року вступив у кайзерліхмаріне. Учасник Першої світової війни, командував різними торпедними катерами. 22 червня 1919 року інтернований британськими військами. 6 лютого 1920 року звільнений і продовжив службу на флоті. 30 листопада 1932 року вийшов у відставку.
19 липня 1939 року переданий в розпорядження крігсмаріне. З 27 січня 1941 року — начальник військово-морської служби Бордо, одночасно з 26 листопада 1942 року — морського транспорту Марселя, з 1 травня 1943 року — військово-морської служби Марселя. 1 серпня 1944 року переданий в розпорядження головнокомандувача ВМС на Заході, а 31 серпня звільнений у відставку.

## Звання
- Морський кадет (1 квітня 1903)
- Фенріх-цур-зее (15 квітня 1904)
- Лейтенант-цур-зее (28 вересня 1906)
- Оберлейтенант-цур-зее (12 грудня 1908)
- Капітан-лейтенант (18 листопада 1914)
- Корветтен-капітан (1 вересня 1921)
- Фрегаттен-капітан (1 жовтня 1928)
- Капітан-цур-зее (1 квітня 1930)
- Контрадмірал запасу (30 листопада 1932)
- Контрадмірал до розпорядження (1 лютого 1942)

## Нагороди
- Орден Данеброг, лицарський хрест (Данія; 9 серпня 1908)
- Орден Корони Італії, лицарський хрест (15 листопада 1913)
- Орден Святих Маврикія та Лазаря, лицарський хрест (Королівство Італія; 15 листопада 1913)
- Залізний хрест
  - 2-го класу (10 березня 1915)
  - 1-го класу
- Ганзейський Хрест (Любек; 10 липня 1916)
- Орден Фрідріха (Вюртемберг), лицарський хрест 1-го класу з мечами
- Хрест «За військові заслуги» (Мекленбург-Шверін) 2-го класу
- Морський нагрудний знак «За поранення» в чорному
- Почесний хрест ветерана війни з мечами
- Почесний знак Німецького Червоного Хреста 1-го класу з дубовим листям (1937)[1]
- Хрест Воєнних заслуг
  - 2-го класу з мечами (1 вересня 1941)
  - 1-го класу з мечами (20 квітня 1942)
- Застібка до Залізного хреста 2-го і 1-го класу[1]
- Німецький хрест в сріблі (28 серпня 1944)